# 이와사키 우루하
이와사키 우루하(일본어: 岩崎 有波, 2006년 3월 13일 ~ )는 일본의 여자 축구 선수이다.

## 구단 경력
2024년 WE리그의 노지마 스텔라 가나가와 사가미하라에 입단하였다.

## 국가대표팀 경력
그녀는 2022년 FIFA U-17 여자 월드컵에 참가할 일본 U-17 국가대표팀에 발탁되었으며, 3경기에 출전했다. 2024년 FIFA U-20 여자 월드컵에 참가할 일본 U-20 국가대표팀에 발탁되었다. 1경기에 출전, 준우승.